# Rupert I. (Kloster Limburg)
Rupert I. (* ?, Worms; † um 1130) war seit 1124 Abt des Klosters Limburg.

## Leben
Rupert erhielt eine Ausbildung in Paris und trat dann unter Abt Erchenbert (nach 1090 bis 1107) in das Benediktinerkloster Limburg ein. 1124 wurde er Abt dieses Klosters.
Gelehrt und im klösterlichen Leben rigoros gegen sich und andere, polarisierte er die Klostergemeinschaft. Seine internen Opponenten suchten Hilfe beim Bischof von Speyer, der ihn schließlich seines Amtes enthob und in das Kloster Breitenau (heute: Breitenau, Ortsteil der Gemeinde Guxhagen) verbannte. Der dortige Abt aber bat den Bischof schon bald, Rupert wieder zurückzunehmen, da er in seiner polarisierenden Art nun das Leben im Kloster Breitenau störte. So kehrte er binnen Jahresfrist nach Limburg zurück, behielt auch das Amt des Abtes weiterhin.
In der Auseinandersetzung mit dem Bischof von Speyer berief er sich auf seinen ihm durch Visionen kundgegebenen göttlichen Auftrag. Auch sonst war er dem Übersinnlichen zugetan und befasste sich mit Geisterbeschwörung.
Während der Amtszeit Rupert I. kam es 1128 zu einer ersten, mehrwöchigen militärischen Belagerung des Klosters, das eine Stiftung Konrads II. und des salischen Hauses war. Als mit Heinrich V. († 1125) der letzte Salier ohne männliche Nachkommen starb, kam es zu militärischen Auseinandersetzungen zwischen einerseits seinen nächsten männlichen Erben aus dem staufischen Haus und andererseits dem gewählten König, Lothar III. Die Belagerung des von staufischen Truppen gehaltenen Klosters durch sächsische Truppen schlug allerdings fehl.
Um 1130 wurde als Nachfolger von Rupert I., wohl nach dessen Tod, Abt Walther ernannt.